# Volvo PV4
Der PV4 ist ein PKW von Volvo. Er entstand aus dem Volvo ÖV4.

## Beschreibung
Der PV4 entstand aus dem ÖV4, nachdem sich dessen Verkaufserfolg in Grenzen hielt, und Volvo den Beschluss fasste, teurere Wagen für die Oberschichtkundschaft zu produzieren. Das Design wirkt etwas weniger elegant als beim ÖV4. Im Gegensatz zu ÖV (=öppen vagn - offener Wagen) steht PV für "personvagn" - Personenwagen.
Im Gegensatz zu herkömmlichen Modellen aus dieser Zeit wurde beim PV4 keine Stahlbeplankung für die Karosserie hergestellt. Stattdessen setzte der Hersteller auf das Weymann-System, bei dem die Holzstruktur der Karosserie durch patentierte Verbindungsstücke zusammengehalten wird. Die Karosseriehaut besteht aus Kunstleder oder wahlweise auch aus echtem Leder. Die Verbindungsstücke verhindern das Scheuern von Holz auf Holz und so flexibel, dass sie die damals verbreiteten Knarr- und Quietschgeräusche beim Fahren wirksam eliminieren. Der Verzicht auf eine Blechbeplankung – sie war technisch auch für Weymann-Karosserien möglich aber doppelt so teuer wie konventionelle Aufbauten – eliminierte Dröhngeräusche im Innenraum und sparte Gewicht. Jedoch erwies sich die Karosserie als undicht, sodass der Holzrahmen bei manchen Wagen nach einiger Zeit zu verrotten begann. Die Produktion begann im Sommer 1927. Ein praktisches Detail: die Innenausstattung konnte zu einem Bett umgeklappt werden, was dem Kunden Motelkosten ersparen sollte. Der Verkaufserfolg war besser als beim ÖV4, allerdings immer noch nicht überwältigend, sodass im Herbst 1928 der PV4 Special folgte, welcher mit fließenderen Linien und übersichtlicherer Heckscheibe produziert wurde. Durch die gestreckte Motorhaube wirkte es außerdem sportlicher.
Zusätzlich entstand der PV4 Handelsreisewagen, eine Sonderanfertigung des PV4 Special, die mit großer Hecktür glänzte und als der erste Volvo-Kombi bezeichnet werden kann.

## Technische Daten
- Produktionszeit: 1927–1929
- Stückzahl: 694
- Radstand: 2,85 m
- Spurweite: 1,30 m
- Hubraum: 1944 cm³
- Leistung: 28 PS
- Getriebe: 3 Vorwärtsgänge